# Ebba Lund
Ebba Lund (født 22. september 1923, død 21. juni 1999) var en dansk kemiingeniør og virolog.
Ebba Lund var en af meget få kvinder, der i sin levetid fik en akademisk karriere og samtidigt passede sine huslige pligter, selv om hun meget tidligt blev enlig mor med tre børn. Hun var særlig aktiv i samfundsdebatten fra 60'erne til 80'erne, hvor hun bl.a. skrev en bog om gensplejsning, da hun mente, at de danske lovgivere skulle være bedre informeret, da der var stor frygt hos befolkningen. Hun pådrog sig også mange arbejdsopgaver. Et af de mere betydningsfulde var at bekæmpe sygdomme hos mink. Hendes arbejde fik stor betydning for, at Danmark blev verdensførende indenfor minkeksport. Hun kunne derefter oprette forskningsfonde og forske efter sin egen interesse og uddanne nye Ph.d'er.
Hun ligger begravet på Christiansø.
En vej er opkaldt efter hende ved Bispebjerg Hospital.

## Besættelsestiden
Hun var en del af den danske modstandsbevægelse i Holger Danske. Hun hjalp over 500 flygtninge med at komme til Sverige. Hun blev kendt som pigen med den røde hue.

## Fodnoter
1. ↑  "Den Store Danske - Ebba Lund". Arkiveret fra originalen 21. december 2016. Hentet 7. december 2016.
2. ↑  "Ebba Lund. Københavns Universitet". Arkiveret fra originalen 1. oktober 2020. Hentet 9. juni 2020.
3. ↑  Lund, Ebba (1986). Gensplejsning. U.st., Hekla, 1986,. ISBN 87-7474-046-6.{{cite book}}:  CS1-vedligeholdelse: Ekstra tegnsætning (link) CS1-vedligeholdelse: location (link)
4. ↑  "Portræt af minkforsker på DR K". 2016. Arkiveret fra originalen 4. august 2020. Hentet 16. marts 2022.
5. ↑  "Ebba Lunds Vej – KEND KØBENHAVN".